# Ruta de Jacques Cœur
La ruta de Jacques Cœur (en francés: route Jacques Cœur) es una ruta turística francesa situada en los departamentos de Cher y Loiret (región Centre-Val de Loire).
La ruta atraviesa los territorios de la antigua provincia del Berry y áreas naturales del Pays-Fort, de Sologne y del Giennois.
El itinerario llevaba inicialmente el nombre de «circuito de los castillos del corazón de Francia» (circuit des châteaux du cœur de la France).

## Presentación

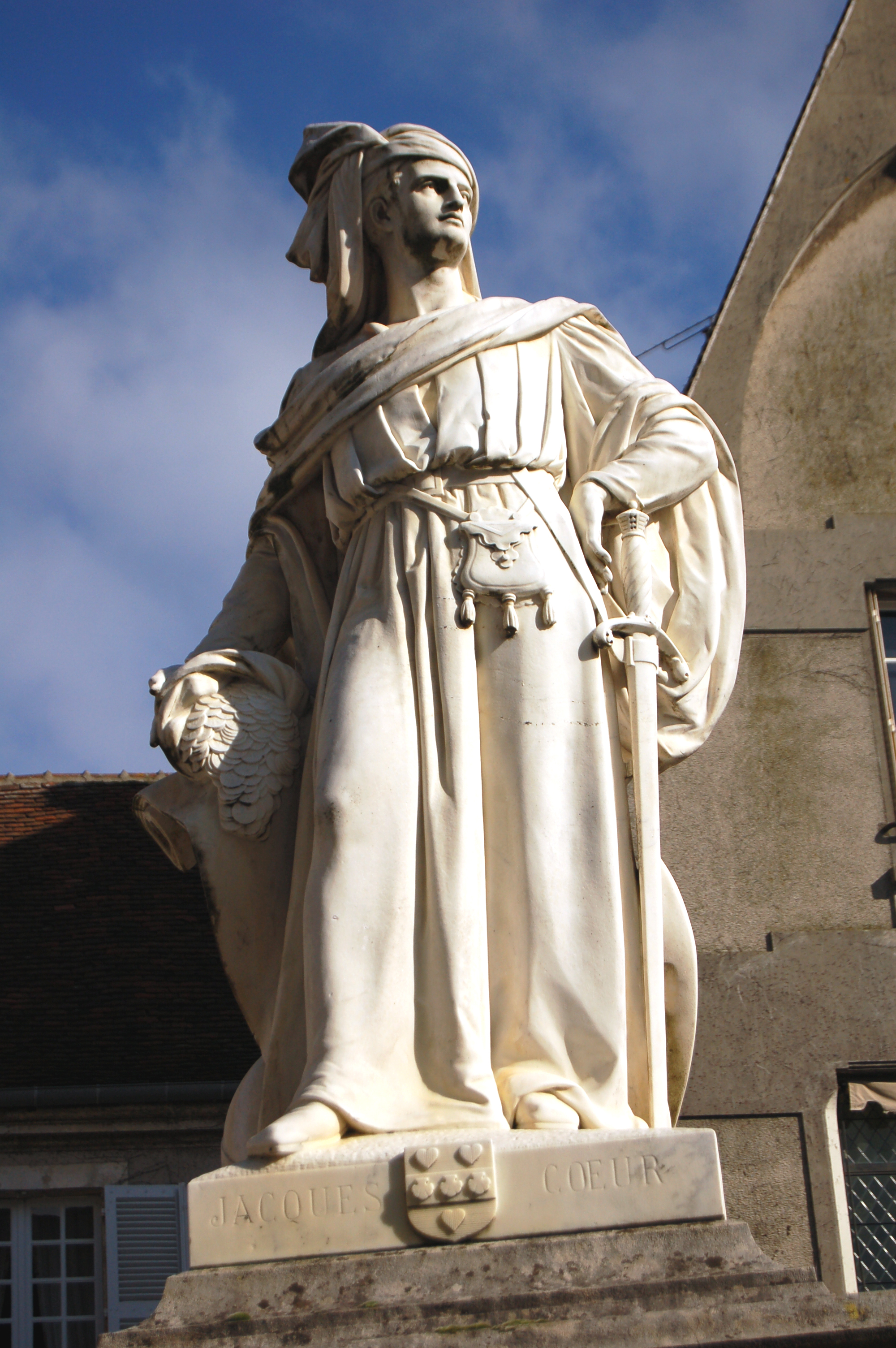
La estatua de Jacques Cœur en Bourges

La ruta fue creada en 1954. Debe su nombre al banquero, comerciante y armador Jacques Cœur de Bourges nacido alrededor de 1400. En 1439, se convirtió en gran financiero del reino de Francia bajo Carlos VII. Murió en 1456.
El itinerario comienza en el departamento de Cher, en la carretera departamental 997, en Culan, después sigue el curso del río Arnon al noreste.
Yendo hacia el norte, se encuentran sucesivamente el palacio de Ainay-le-Vieil, las ruinas galo-romanas de Drevant, los dos museos en Saint-Saint-Amand-Montrond, la abadía cisterciense de Noirlac en Bruere-Allichamps, el castillo de Meillant, el museo del canal de Berry y el beffroi de Dun-sur-Auron.
La escala en Bourges, prefectura del Cher, permite en especial visitar el palacio Jacques Cœur y la catedral de San Esteban.
En el palacio de Maupas en Morogues, la ruta vira hacia el este y Menetou-Salon mientras que desde 2009 un empalme de carretera lleva a Sancerre y sus viñedos al oeste.
En La Chapelle-d'Angillon, el camino entra en la región natural de Pays-Fort; a continuación, se suceden los castillos de La Verrerie en Oizon, de Aubigny-sur-Nère y el Museo de los oficios de Argent-sur-Sauldre.
El itinerario se adentra en el departamento del Loiret en Coullons, después termina por unirse al río Loira en Gien.

## La asociación

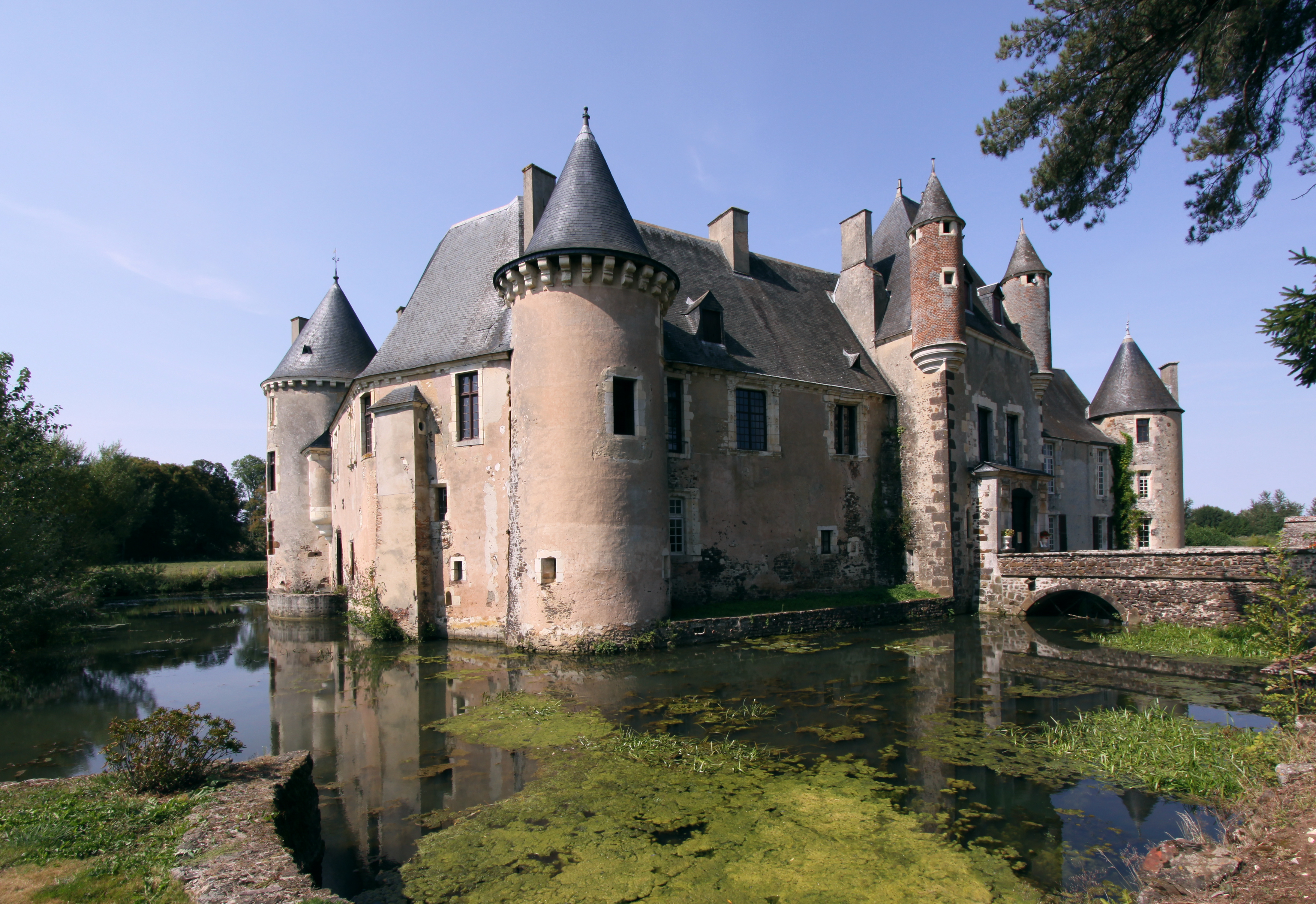
El château de Boucard

La asociación encargada de promover y facilitar la ruta histórica tiene su sede en Bourges. Creada en 1954, se llamaba inicialmente al itinerario «circuito de los castillos del corazón de Francia» (circuit des châteaux du cœur de la France). En 1961, la ruta fue renombrada como route Jacques Cœur. Los miembros fundadores fueron los dueños de los palacios de Culan, de Meillant y de Ainay-le-Vieil. En 2010, la asociación estaba presidida por el dueño del palacio de la Verrerie.
No todos los sitios situados en la ruta pertenecen a la asociación. En 2010, dieciséis etapas fueron aprobadas oficialmente: siete palacios privados (Culan, Ainay-le-Vieil, Meillant, Menetou-Salon, Maupas, La Chapelle-d'Angillon y La Verrerie), uno público (Gien), el museo Saint-Vic y la ciudad del oro de Saint-Amand-Montrond, el museo del canal y el campanario de Dun-sur-Auron, el palacio de Jacques Cœur y la ciudad de Bourges, Sancerre, la ciudad de los Estuardos de Aubigny-sur-Nere, el museo de los oficios de Argent-sur-Sauldre y la abadía de Noirlac.
Algunos lugares que no están ubicados en la ruta que no son socios de la asociación: de sur a norte, la escuela del Gran Meaulne de Épineuil-le-Fleuriel, los jardines de Drulon de Loye-sur-Arnon, el museo de la cerámica de Archers-le-Châtelet, el museo de artes y tradiciones campesinas de Saint-Hilaire-en-Lignières, el espacio de metal de Grossouvre, el palacio de Carlos VII de Mehun-sur-Yèvre, el Historimage de  Neuvy-sur-Barangeon, el polos de las estrellas de Nançay, los palacios de Boucard del Noyer y de La Bussière.

## Itinerario

### En el departamento de Cher
|  | Localidad o sitio ———– Distance                                                                         | Altitud       |  | Descripción |
|  | |               |  | |
|  | Sagonne 189 hab.                                                                                        | 220 m / 332 m |  | Château medieval de Sagonne Iglesia de Saint-Laurent |
|  | RD 76 -- km                                                                                             |               |  | |
|  | |               |  | |
|  | Culan 805 hab.                                                                                          | 220 m / 332 m |  | Arnon Château medieval de Culan Iglesia de Notre-Dame, Saint-Vincent Viaducto ferroviario, pont romain et pont vieux                                                                                                 |
|  | RD 997 -- km                                                                                            |               |  | |
|  | |               |  | |
|  | Reigny 270 hab.                                                                                         | 202 m / 303 m |  | Arnon Iglesia de Saint-Martin |
|  | RD 997 -- km franqueo de l'Arnon                                                                        |               |  | |
|  | |               |  | |
|  | Saint-Christophe-le-Chaudry 118 hab.                                                                    | 202 m / 317 m |  | Arnon Château de la Forêt-Grailly Iglesia de Saint-Christophe |
|  | RD 997 -- km                                                                                            |               |  | |
|  | |               |  | |
|  | Loye-sur-Arnon 309 hab.                                                                                 | 189 m / 248 m |  | Arnon Manoir des Girouettes Iglesia de Saint-Martin |
|  | RD 997 -- km                                                                                            |               |  | |
|  | |               |  | |
|  | Arcomps 292 hab.                                                                                        | 169 m / 228 m |  | |
|  | RD 1 -- km                                                                                              |               |  | |
|  | |               |  | |
|  | Faverdines 139 hab.                                                                                     | 172 m / 239 m |  | Vestigios de la maison-forte de Chaudenay |
|  | RD 1 -- km franqueo del A71                                                                             |               |  | |
|  | |               |  | |
|  | La Celette 206 hab.                                                                                     | 165 m / 231 m |  | |
|  | RD 1 -- km                                                                                              |               |  | |
|  | |               |  | |
|  | Ainay-le-Vieil 203 hab.                                                                                 |               |  | Cher, canal de Berry puente-canal de La Croix, puente-canal de La Tranchasse Château Iglesia de Saint-Martin |
|  | RD 97 -- km                                                                                             |               |  | |
|  | |               |  | |
|  | La Groutte 120 hab.                                                                                     | 154 m / 208 m |  | Cher Four à chaux Muralla prehistórica |
|  | RD 97 -- km franqueo du Cher                                                                            |               |  | |
|  | |               |  | |
|  | Drevant 599 hab.                                                                                        | 153 m / 250 m |  | Cher, canal de Berry Iglesia de Saint-Julien Vestiges gallo-romains |
|  | RD97 -- km                                                                                              |               |  | |
|  | |               |  | |
|  | Saint-Amand-Montrond 11 464 hab.                                                                        | 148 m / 312 m |  | Cher, canal de Berry Museo Saint-Vic y ciudad del oro Forteresse de Montrond Iglesia de Saint-Amand, Iglesia del antiguo convento de los Capuchinos Villa florida flor                                               |
|  | RD 2144 -- km                                                                                           |               |  | |
|  | |               |  | |
|  | Bruère-Allichamps 572 hab.                                                                              | 137 m / 217 m |  | Abadía de Noirlac Iglesia de Saint-Étienne d’Allichamps Bosque de Meillant |
|  | RD 92 -- km                                                                                             |               |  | |
|  | |               |  | |
|  | Meillant 784 hab.                                                                                       | 152 m / 288 m |  | Château de Meillant Iglesia de Saint-Aubin Bosque de Meillant |
|  | RD 92 -- km                                                                                             |               |  | |
|  | |               |  | |
|  | Arpheuilles 340 hab.                                                                                    | 163 m / 308 m |  | Iglesia de Saint-Martin Bosque de Arpheuilles |
|  | RD 10 -- km                                                                                             |               |  | |
|  | |               |  | |
|  | Parnay 62 hab.                                                                                          | 159 m / 181 m |  | Auron et canal de Berry Bosque de Fleuret Vestiges d'un château fort Iglesia de Saint-Fiacre |
|  | RD 10 -- km                                                                                             |               |  | |
|  | |               |  | |
|  | Dun-sur-Auron 3 881 hab.                                                                                | 151 m / 188 m |  | Auron et canal de Berry Puente de piedra Museo del canal de Berry Fortificaciones, beffroi et portes Château de Terland, dominio de La Périsse Maison Charles VII Colegiata Saint-Étienne, ancien couvent de minimes |
|  | RD 953 -- km                                                                                            |               |  | |
|  | |               |  | |
|  | Saint-Denis-de-Palin 335 hab.                                                                           | 142 m / 184 m |  | |
|  | RD 953 -- km                                                                                            |               |  | |
|  | |               |  | |
|  | Annoix 229 hab.                                                                                         | 142 m / 179 m |  | |
|  | RD 2076 -- km                                                                                           |               |  | |
|  | |               |  | |
|  | Saint-Just 586 hab.                                                                                     | 141 m / 179 m |  | |
|  | RD 2076 -- km                                                                                           |               |  | |
|  | |               |  | |
|  | Plaimpied-Givaudins 1 678 hab.                                                                          | 128 m / 177 m |  | |
|  | RD 2076 -- km                                                                                           |               |  | |
|  | |               |  | |
|  | Soye-en-Septaine 565 hab.                                                                               | 132 m / 177 m |  | |
|  | RD 2076 -- km                                                                                           |               |  | |
|  | |               |  | |
|  | Bourges 71 155 hab.                                                                                     | 120 m / 169 m |  | Auron, Yèvre y canal de Berry Catedral Saint-Étienne Palacio Jacques Cœur Hôtels Lallemant y Cujas Musée du Berry Maison de la Culture Gare de Bourges                                                               |
|  | RD 940 -- km                                                                                            |               |  | |
|  | |               |  | |
|  | Fussy 1 827 hab.                                                                                        | 133 m / 168 m |  | |
|  | RD 11 -- km                                                                                             |               |  | |
|  | |               |  | |
|  | Pigny 743 hab.                                                                                          | 144 m / 213 m |  | |
|  | RD 11 -- km                                                                                             |               |  | |
|  | |               |  | |
|  | Vignoux-sous-les-Aix 707 hab.                                                                           | 120 m / 169 m |  | Vignoble de Menetou-Salon Iglesia de Saint-Loup |
|  | RD 11 -- km                                                                                             |               |  | |
|  | |               |  | |
|  | Menetou-Salon 1 667 hab.                                                                                | 174 m / 312 m |  | Vignoble de Menetou-Salon Château de Menetou-Salon Forêt de Menetou |
|  | RD 25 -- km                                                                                             |               |  | |
|  | |               |  | |
|  | Parassy 407 hab.                                                                                        | 173 m / 348 m |  | |
|  | RD 59 -- km                                                                                             |               |  | |
|  | |               |  | |
|  | Morogues 468 hab.                                                                                       | 200 m / 427 m |  | Château de Maupas |
|  | bifurcación posible hacia Sancerre (RD 59 después RD 955) o poursuite del itinerario por La Borne -- km |               |  | |
|  | |               |  | |
|  | Sancerre 1 727 hab.                                                                                     | xx m          |  | Vignoble de Sancerre |
|  | después Morogues, RD 46 -- km                                                                           |               |  | |
|  | |               |  | |
|  | La Borne                                                                                                | xx m          |  | Centro de creación cerámica |
|  | RD 22 -- km                                                                                             |               |  | |
|  | |               |  | |
|  | Henrichemont 1 806 hab.                                                                                 | 217 m / 390 m |  | |
|  | RD 12 -- km                                                                                             |               |  | |
|  | |               |  | |
|  | Ivoy-le-Pré 864 hab.                                                                                    | 191 m / 355 m |  | Forêt d'Ivoy |
|  | RD 12 -- km                                                                                             |               |  | |
|  | |               |  | |
|  | La Chapelle-d'Angillon 655 hab.                                                                         | 183 m / 283 m |  | Château Musée Alain Fournier |
|  | RD 926 -- km                                                                                            |               |  | |
|  | |               |  | |
|  | Oizon 730 hab.                                                                                          | 184 m / 326 m |  | Oizenotte Château de la Verrerie Iglesia de Saint-Martial Forêt de Ragy |
|  | RD 89 -- km                                                                                             |               |  | |
|  | |               |  | |
|  | Aubigny-sur-Nère 5 751 hab.                                                                             | 161 m / 233 m |  | Nère Château des Stuarts Iglesia de Saint-Martin |
|  | RD 940 -- km                                                                                            |               |  | |
|  | |               |  | |
|  | Argent-sur-Sauldre 2 254 hab.                                                                           | 144 m / 210 m |  | Sauldre, Oizenotte, canal de la Sauldre Étang du Puits Château de Saint-Maur Iglesia de Saint-André |

### En el departamento de  Loiret
|  | Localité ou site ———– Distance (route) | Altitude      |  | Descripción |
|  | -- km RD 940                           |               |  | |
|  |                                        |               |  | |
|  | Coullons 2 385 hab.                    | 130 m / 205 m |  | Beuvron, Aquiaulne Iglesia de Saint-Étienne Villa florida fleur |
|  | -- km RD 940                           |               |  | |
|  |                                        |               |  | |
|  | Autry-le-Châtel 1 032 hab.             | 141 m / 236 m |  | Notre-Heure Iglesia de Saint-Étienne Le Petit-Château Forêt de Saint-Brisson |
|  | -- km RD 940                           |               |  | |
|  |                                        |               |  | |
|  | Poilly-lez-Gien 2 279 hab.             | 117 m / 182 m |  | Loire, Notre-Heure Iglesia de Saint-Pierre Zone de protection spéciale Natura 2000 Réseau Ulys |
|  | -- km RD 941                           |               |  | |
|  |                                        |               |  | |
|  | Gien 15 495 hab.                       | 117 m / 190 m |  | Loire Viñedo del Giennois Château de Gien Iglesia de Sainte-Jeanne-d'Arc Museo internacional de la caza Vieux pont y viaducto Faïencerie de Gien Sentier de grande randonnée 3 Zone de protection spéciale Natura 2000 Gare de Gien Réseau Ulys Villa florida flor |